# Kraken (ботнет)
Kraken — ботнет размером 400,000 устройств. Был сделан для рассылки спама и впервые появился в конце 2006 года. Заразил машины как минимум 50 компаний из списка Fortune 500 того времени и сумел в два раза обогнать ботнет Storm, став крупнейшим ботнетом мира. Каждый отдельный бот мог рассылать до 500 000 писем в день. Серверы ботнета находились во Франции, России и США. В своё время Kraken был малозаметен для антивирусных программ — только около 20 % машин с антивирусами могли обнаружить присутствие ботнета.
Скорее всего, заражение ботнетом происходит через .exe-файл скрывающийся под видом изображения, при попытке его увеличения на устройство скачивается вирус.